# Coppia in volo (9135)
Coppia in volo è un affresco rinvenuto nella casa dei Dioscuri a Pompei e custodito all'interno del Museo archeologico nazionale di Napoli.

## Storia e descrizione
L'affresco venne realizzato tra il 62 e il 79, quindi nelle date comprese tra il terremoto e l'eruzione del Vesuvio, durante i lavori di ristrutturazione della casa dei Dioscuri; l'opera era posta, prima del suo distacco durante le esplorazioni borboniche, sulla parete meridionale di un cubicolo, la quale era completata da un affresco speculare a questo, sullo stesso tema, e un pannello centrale raffigurante Achille a Sciro.
In quarto stile, sul fondo azzurro sono dipinte due figure di profilo, ossia un satiro che con il braccio sinistro cinge la vita di una Menade sorreggendola in volo, quasi come volesse iniziare una danza; il satiro ha in testa una corona di pampini e regge, con una mano mentre l'altra estremità è legato a una spalla, un panno ricolmo di frutta. La Menade invece è nuda con una veste fluttuante di colore viola e azzurro che copre solo le gambe: tale veste è in parte visibile anche dietro il capo della donna, la quale, mosso dal vento, sembra creare una sorta di velo.